# Cantagallo (Venezuela)
Pour les articles homonymes, voir Cantagallo.
Cantagallo est la capitale de la paroisse civile de Cantagallo de la municipalité de Juan Germán Roscio de l'État de Guárico au Venezuela. 